# Solon

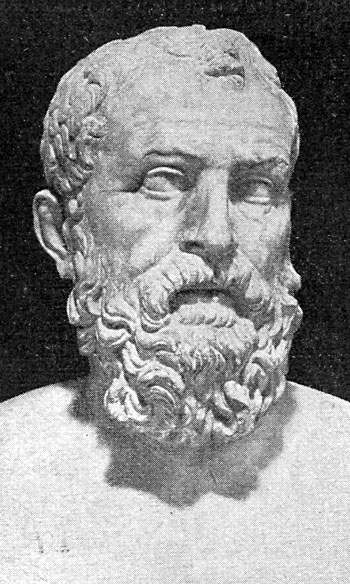
Solon zugeordnete Büste späterer Zeit (Archäologisches Nationalmuseum Neapel)

Solon (altgriechisch Σόλων Sólōn [só.lɔːn]; * wohl um 640 v. Chr. in Athen; † vermutlich um 560 v. Chr.) war ein athenischer Staatsmann und Lyriker. Angesichts der ansonsten spärlichen und gerade mit Blick auf chronologische Fragen unsicheren Überlieferung zu den Akteuren und Entwicklungen im archaischen Griechenland sind die erhaltenen Zeugnisse von Solons Wirken vergleichsweise reichhaltig. Daraus ergibt sich der Eindruck, dass Solon als Gesellschaftsanalytiker, Politiker und Reformer in einer tiefgreifenden Krise der attischen Polis, aber auch als Dichter, Philosoph und Redner früh ein außergewöhnliches Ansehen gewann, das bis heute ausstrahlt.
In der Antike wurde Solon unter die sieben Weisen Griechenlands gezählt. Die moderne Forschung beschäftigt vor allem sein politisches Denken und Handeln als Wegbereiter einer Entwicklung, die in Athens klassischer Zeit zur attischen Demokratie führte. Herausragende Merkmale des von ihm vermittelten Politikverständnisses waren zum einen Verbot, Rückabwicklung und Ächtung der Schuldsklaverei in Athen, zweitens Mitverantwortung und Einsatz jedes einzelnen Bürgers für die gerechte Ordnung (Eunomie) im Polisverband sowie drittens die dauerhafte Bindung der Gesamtbürgerschaft an die Herrschaft eines schriftlich fixierten Gesetzeswerks.
Statt seine herausgehobene Stellung als Neuordner und Gesetzgeber der Athener mit dem Streben nach Alleinherrschaft (Tyrannis) zu verbinden, wie es seine Mitbürger wohl teils von ihm erwarteten, verließ Solon seine Heimatstadt nach Vollendung des Reformwerks für lange Zeit und ging auf Reisen. Die neue Ordnung war somit in die Eigenverantwortung der Bürger gelegt und hinsichtlich ihrer Wirksamkeit auf deren Umgang damit angewiesen.

## Unklare Überlieferung
Manche Aspekte der Überlieferung zu Solon sind zweifelhaft, sind bis zur Unwahrscheinlichkeit unsicher und umstritten. Die Ungewissheiten betreffen sowohl Aspekte der Vita, der Reformtätigkeit und der Gesetzgebung Solons als auch die erhaltenen Fragmente seiner Dichtung, die erst in Zeugnissen späterer Jahrhunderte überliefert sind.
Gleichwohl gehören auch die problematischen Überlieferungsbestandteile zu einer Gesamtdarstellung Solons; denn die Bedeutung einer solchen aus weit entfernter Vergangenheit nachwirkenden historischen Persönlichkeit beruht nicht allein auf dem, was sie war und tat, sondern auch auf dem, was ihr zugeschrieben wurde und wird. Bei Solon betrifft dies insbesondere Rolle und Anteil am Zustandekommen der attischen Demokratie. Beide Dimensionen – recht gut Gesichertes wie auch stark Bezweifeltes – werden nachstehend wiedergegeben, wo möglich in passender Zuordnung. Ein Aufriss der mit den Unklarheiten der Quellenlage verbundenen Deutungsspielräume gemäß neuerem Forschungsstand findet sich unten.

## Weltoffener Athener
Solon soll als Sohn des Exekistides dem Geschlecht der Medontiden entstammen, das sich auf den mythischen letzten athenischen König Kodros zurückführte. Auch die Mutter Solons entstammte nach dem Zeugnis Plutarchs einem aristokratischen Geschlecht und war die Cousine der Mutter des späteren Tyrannen Peisistratos. Zu den besonders Reichen in der adligen Athener Führungsschicht soll Solon jedoch nicht gehört haben. Im Gegensatz zu vielen seiner Standesgenossen, die andere als landwirtschaftliche Einkünfte für unwürdig ansahen, scheint sich Solon auch in überregionalen Handelsgeschäften engagiert zu haben. Schon gegen Ende des 7. Jahrhunderts v. Chr. sind athenische Töpferkunst und Vasenmalerei vereinzelt im Nildelta und bei Massilia (Marseille) nachweisbar. Möglicherweise begann zu dieser Zeit der Export athenischen Olivenöls.

### Beredter Militärstratege
An der Griechischen Kolonisation des Mittelmeerraums nicht beteiligt und im Handelsverkehr noch unbedeutend, etwa im Vergleich zu Korinth und Megara, besaß Athen bis zur Zeit Solons nur einen im Osten Attikas gelegenen, handelsstrategisch unbedeutenden Seehafen. Verbesserte Entwicklungsmöglichkeiten für den attischen Seehandel hingen davon ab, dass die Athen vorgelagerte Insel Salamis, die die Megarer in ihrem Besitz hatten, unter attische Kontrolle gelangte. Für diesen Plan intensiv werbend und die Mitbürger mit hohem eigenen Einsatz in diesem Ziel einend, spielte Solon bei der Eroberung von Salamis auch als Militärstratege eine Hauptrolle.
Die diesbezüglichen Auseinandersetzungen der Athener mit den Megarern verliefen jedoch anscheinend wechselhaft und zogen sich in die Länge. Die Entscheidung zugunsten Athens fiel möglicherweise erst im zweiten Viertel des 6. Jahrhunderts v. Chr. unter wichtiger Mitwirkung von Solons entferntem Verwandten Peisistratos. Jedenfalls erlangte Solon in diesem Zusammenhang Aufmerksamkeit, Ansehen und Einfluss unter seinen Mitbürgern.

### Im Bund mit dem Orakel von Delphi
Zu Solons besonderer Stellung unter den Athenern soll auch sein Engagement bei der Verteidigung der berühmten antiken Orakelstätte in Delphi beigetragen haben, für die er sich energisch einsetzte. Die delphischen Priester hatten um Hilfe gegen die Krisäer gebeten, die den Zugang zum Heiligtum vom Meer aus kontrollierten und den nach Delphi Anreisenden mit erzwungenen Abgaben hart zusetzten. Einige dem Orakel besonders nahestehende Poleis, darunter auch das von Solon vertretene Athen, erklärten den Krisäern im Namen der Delphischen Amphiktyonie den Ersten „Heiligen Krieg“, an dessen Ende die Zerstörung Krisas stand.
Über seine Verbindungen nach Delphi hatte Solon Anschluss an die außerathenischen geistigen Strömungen seiner Zeit. Im Zuge der griechischen Kolonisation war die Orakelstätte zu einem wichtigen Umschlagplatz für Gedanken und Informationen aus der gesamten griechischen Poliswelt geworden. Neben technischen und geographischen Fragen der Koloniegründung spielten dabei Probleme der politischen Organisation sowie sozial- und wirtschaftspolitische Maßnahmen eine wichtige Rolle. Krisenhafte Entwicklungen in diversen Poleis und mögliche Lösungen wurden in Delphi und von den in diesem Umkreis aktiven Denkern reflektiert. In Bezug auf Probleme der politischen Ordnung könnte Solon dabei eine besondere Rolle gespielt haben, womöglich die eines Vorreiters.

## Vordenker des Politischen
Hinweise auf die politisch-programmatischen Kernvorstellungen Solons ergeben sich hauptsächlich aus den überlieferten Fragmenten seiner Elegien. Sie wurden öffentlich vorgetragen und sollten einerseits in der aktuellen Krisenlage der Polis die Zuhörer für die darin enthaltenen Grundsätze gewinnen, andererseits in dieser noch „mündlich“ geprägten Gesellschaft aber auch für deren Verbreitung und dauerhafte Verankerung als Dichtung sorgen. In Solons Versen wurde erstmals das Bild eines durch Gesetze gerecht geordneten und von der Mitwirkung der Bürger getragenen Gemeinwesens entworfen. Die gemeinschaftsbildende Bezeichnung „unsere Polis“ ist zuerst bei ihm zu finden. Die von Solon angestrebte gute gesellschaftliche Ordnung, die Eunomie, zielte vermeintlich auf Wiederherstellung einer früheren sozialen Ordnung, die aus dem Lot gekommen war. Dennoch waren es etwa für den Historiker Christian Meier große Entdeckungen, die Solon in seinen Elegien vorgetragen hat: sowohl die vom Status quo stark abweichende gerechte Ordnung als auch die unmittelbare Eigenverantwortung der Bürger für Wohl und Wehe der Polis.

### Krise der Polis als soziale Gemeinschaft
Anlass der Berufung Solons in die herausgehobene Funktion des Schlichters und Versöhners der athenischen Bürgerschaft mit weitgehenden Vollmachten für eine Neuordnung der Verhältnisse war eine tiefgreifende gesellschaftliche Spaltung, hervorgerufen durch zunehmende Existenznöte und Schuldsklaverei im verarmten Ackerbürgermilieu. Die Ursachen einer sich offenbar akut zuspitzenden Verschuldungskrise bei Teilen der Bürgerschaft werden in einem unter herrschenden adligen Großgrundbesitzerkreisen verbreiteten, rücksichtslosen Gewinnstreben auf Kosten der Kleinbauernschaft gesehen. Dabei war es dem Reichen möglich, einen bei ihm verschuldeten Mitbürger zu seinem Schuldsklaven zu machen – wenn der seine Schulden nicht begleichen konnte – und ihn sogar nach außerhalb Athens zu verkaufen. Die daraus resultierende verbreitete Furcht anderer Armutsgefährdeter, mit der Existenzgrundlage auch die persönliche Freiheit zu verlieren, löste unter anderem radikale Forderungen nach gleichem Landbesitz (Isomoria) für alle attischen Bürger aus. Das stellte aber die Grundfesten der gesamten bisherigen Sozialordnung in Frage, sodass Solons Berufung zum Schlichter auch von nicht wenigen Vermögenden in der traditionellen Führungsschicht unterstützt wurde.
Solon selbst propagierte als Entstehungsgründe für die Krise seiner Vaterstadt die Unersättlichkeit und Habsucht führender Kreise, die die überkommene Ordnung missachteten und teils räuberisch an sich rissen, was doch allen gehörte. Er geißelte die Knechtung und den Verkauf von Bürgern in die Fremde und erklärte, dass kein einziger Bürger den unheilvollen Folgen der inneren Zerstrittenheit der Polis entkommen könne, da jeder noch im eigenen Haus und Besitztum von ihnen eingeholt werde.

### Gerechte Ordnung und Gestaltung der Polis: Eunomie
Die eindringliche, bildreiche Sprache der überlieferten Fragmente von Solons Elegien lässt erkennen, dass es ihm darin nicht vornehmlich um nüchterne Zustandsbeschreibung oder gar detaillierte Analyse geht, sondern gewiss auch darum, die Adressaten seiner Botschaft zu packen und mitzureißen. Während er einerseits die Mitbürger zu Vernunft, Mäßigung und Selbstbeherrschung anhält, steckt in seiner Dichtung andererseits die Erkenntnis, dass es auf dem Weg zu einer neuen Bürgermoral nicht genügt, den Verstand anzusprechen, sondern dass eine solche Umorientierung auch in anderen Bezirken der menschlichen Psyche verankert werden müsse.
In der Forschung umstritten und ungeklärt ist, inwieweit Solon selbst göttliche Kräfte in der Polis mitwirken sieht; klar jedoch ist, dass er menschliches Fehlverhalten als Ursache der Krise in bis dahin ungekannter Deutlichkeit hervorhebt und zugleich auf die Zeus-Tochter Dike als Verkörperung des Rechts und Strafgerichts verweist. Auch Eunomia hat als Schwester der Dike Attribute von Heiligkeit, die Solon für seinen Erneuerungsansatz gebrauchen konnte. In schärfstmöglichem Gegensatz zur Dysnomie – der eingetretenen groben Fehlentwicklung mit sozialen Verwerfungen – preist Solon die Eunomie als wirksames Heilmittel für die Polis in ihrer Not: „Rauhes glättet sie, macht der Gier ein Ende, Freveltat schwächt sie, […] sie endet die Werke der Zwietracht, endet schmerzlichen Streites Bitterkeit, und es ist durch sie alles unter den Menschen passend und vernünftig.“
Als göttliches Symbol für ein wohlgeordnetes Gemeinwesen wird Eunomie bei Solon zu einem „Inbegriff der Ordnung, die von allen Bürgern in gemeinsamer Anstrengung angestrebt werden soll.“ Über Einzelheiten der Beschaffenheit dieser von allen mitzugestaltenden und allen zugute kommenden Ordnung des Gemeinwesens äußert sich Solon in den erhaltenen Elegien nicht. Doch lässt er keinen Zweifel daran, dass er sich berufen und imstande sieht, seinen Mitbürgern den Weg zu einer solchen Ordnung zu weisen: „Das zu lehren die Athener heißt mich drängende Regung […]“

### Staats- und Gemeinwesen in jedermanns Verantwortung
Eunomie im Sinne Solons lässt sich für Michael Stahl nicht als Zustandsbeschreibung begreifen, sondern als Verkörperung eines durch die Tätigkeit der Bürger gespeisten Prozesses mit dem Ziel, die Verhältnisse im eigenen Gemeinwesen in Ordnung zu bringen und bestmöglich zu entwickeln. Die gesamte Athener Bürgerschaft, so Karl-Wilhelm Welwei, ist von Solon aufgerufen, den Zusammenhang zwischen der maßlosen Raffgier der Mächtigen und dem dadurch bedingten Elend der Armen zu erkennen. Indem die Bürger sich mit der Polis identifizieren, indem jeder einzelne rechtlich handelt, wird die Polisordnung von allen gemeinsam getragen und die gerechte Ordnung im öffentlichen Leben wiederhergestellt.
Zur allgemeinen Stärkung von Mitverantwortung und Partizipation aller Bürger im Polisverband traf Solon in seinem Reformwerk einige Vorkehrungen. Im Bereich der politischen Institutionen schuf er als Gegengewicht zur reinen Adelsvertretung im Areopag einen Rat der 400 mit eigenen Kompetenzen. Die von ihm eingesetzten Volksgerichte brachten ebenfalls neue Beteiligungsmöglichkeiten und Mitverantwortlichkeiten für breitere Bürgerschichten in einem besonders wichtigen Feld öffentlicher Ordnung. Mit der Einführung der Popularklage war jeder Bürger Athens berechtigt und angehalten, Verstöße gegen die Polisordnung zumal von Amtsträgern zur Anklage zu bringen. Den Einsatz aller Bürger für wichtige Belange des Gemeinwesens erheischte auch das Stasisgesetz, das bei Aufruhr der Bürgerschaft jeden verpflichtete, für eine der Konfliktseiten Partei zu ergreifen. Der solonische Ursprung dieses Gesetzes wird in der neueren Forschung allerdings vorwiegend bezweifelt bzw. abgelehnt.
Auch ohnedies ergibt sich aus Programm und Inhalt von Solons Wirken aber die Erkenntnis, dass durch ihn eine mit allgemeiner Bürgerverantwortung und politischer Teilhabe verbundene politische Ordnung grundgelegt wurde. Bereits für Solons Poliskonzept passt, was der Historiker Thukydides später seinen Zeitgenossen Perikles über Athen sagen lässt: „Bei uns nämlich heißt einer, der dem (Politischen) gänzlich fern steht, nicht ‚ungeschäftig’, sondern ‚unnütz’…“

## Reformer in der Staatskrise
Die Frage, wann Solon in Athen zum Konfliktvermittler (Aisymnet) berufen wurde und sein Reformwerk vollbrachte, wurde in der Forschung üblicherweise mit seiner Wahl zum Archon in Verbindung gebracht und auf 594/3 v. Chr. datiert. Allein diese Position im höchsten Staatsamt habe ihm als Machtbasis für derart tiefgreifende Neuordnungsmaßnahmen dienen können. Allerdings waren mit dieser Grundannahme nach Maßgabe der Quellen diverse Ungereimtheiten für die Chronologie der solonischen Vita und für die Glaubwürdigkeit bestimmter Überlieferungsaspekte verbunden.
Mortimer Chambers führt eine Reihe von Gründen an, die dafür sprechen, Solons Reformwerk deutlich später zu datieren, darunter anarchische Zustände in Athen 590 und 586 sowie das „lange Archontat“ des Damasias 582–580 v. Chr. Er sieht darin mögliche Indizien einer Krise, die einer außerordentlichen Gesetzgebung vorangegangen sein könnten. Die antiken Historiker des fünften Jahrhunderts v. Chr., so Chambers, hätten ihrerseits zwecks Datierung der solonischen Reformen womöglich mangels genauerer Kenntnis einfach Solons Archontat als Fixpunkt genommen. Doch habe zum Beispiel auch Kleisthenes seine Reform lange nach dem eigenen Archontat auf den Weg gebracht. Chambers schlägt für die solonischen Reformen unter Heranziehung weiterer Gesichtspunkte den Zeitraum zwischen 575 und 570 v. Chr. vor. Unterstützt wird er darin zum Beispiel von Charlotte Schubert: „Die Alternative wäre, sehr viel aus den erhaltenen Beschreibungen zu seinem Leben, insbesondere seine Reisen und seine Kontakte zu anderen historischen Personen, als anachronistisch oder sogar für fiktiv zu erklären. Damit verlöre man jedoch einen ganz wesentlichen Teil der antiken Tradition.“
Solons Langzeitwirkung und Nachruhm betreffend, waren die Maßnahmen zur Restabilisierung des Polisverbands und zu institutionalisierter politischer Partizipation zweifellos ausschlaggebend. Sein Reformansatz erstreckte sich aber darüber hinaus auf wichtige Bereiche in Wirtschaft, Gesellschaft und Recht, die zu einer grundlegenden Neuordnung des Gemeinwesens unterstützend beitragen sollten. Dazu gehörten unter anderem Impulse für den Athener Außenhandel, eine sogenannte Münzreform, die Einführung von Obergrenzen für die Anhäufung von Landbesitz in den Händen einzelner sowie Bestimmungen zum Bürgerrecht. Für Josiah Ober ergab das Gesamtpaket der solonischen Reformen „einen regelrechten Neustart“ der athenischen Gesellschaft. Es habe Athen auf einen Weg gebracht, der schließlich zu Demokratie und Wohlstand führte.

### Beseitigung der Schuldsklaverei
Auslösendes Moment für die Berufung Solons in die Schlichterrolle – und Grundstein seines Reformwerks auch nach eigenem Bekunden – war die für die Polisbürgerschaft insgesamt bedrohliche Züge annehmende Verschuldungskrise von Kleinbauern. Solons Lösungsansatz bestand in einer glatten Streichung sämtlicher Schulden der Hektemorier, die ein Sechstel ihrer Ernte als Schuldentilgung an den Gläubiger abzuführen hatten, und in der Entfernung aller diesbezüglichen Markierungssteine (Horoi) von den Grundstücken der Betroffenen. Zu dieser „Lastenabschüttelung“ (Seisachtheia) gehörte aber auch die Rückerstattung früheren Landbesitzes an mit ihrem Leib haftende Athener Schuldsklaven, und zwar auch an solche, die bereits nach außerhalb Attikas verkauft worden waren und nun ausgelöst wurden.
Indem Solon per Gesetz den Zugriff auf die Person eines zahlungsunfähigen Schuldners für die Zukunft verbot, beseitigte er in Athen auf Dauer die Institution der Schuldknechtschaft. Den Verlust der persönlichen Freiheit aus Armutsgründen hatte nun kein Bürger Attikas mehr zu gewärtigen. Den Forderungen nach einer Bodenreform mit gleichen Landbesitzanteilen für alle widersetzte er sich jedoch entschieden.
Zu den überlieferten Fragmenten der solonischen Dichtung gehören auch solche, in denen er seine Maßnahmen rechtfertigt. Dabei stellt er heraus, dass er beiden Seiten gerecht geworden sei. Dem Volk habe er gegeben, was ihm zustehe; doch auch die Wohlhabenden und Mächtigen hätten durch ihn nichts Ungebührliches erlitten: „Ich stellte mich hin und warf einen starken Schild ihnen beiden um, und siegen ließ ich keinen von beiden ohne das Recht.“
Welwei sieht in Solons Seisachtheia eine der folgenreichsten und wichtigsten Maßnahmen in der Geschichte Athens. Sie habe mit dem Ziel der Sicherung des inneren Friedens nicht nur eine akute Krise entschärft, sondern die Sozialstruktur der athenischen Bürgerschaft auch langfristig stabilisiert.

### Solons Gesetzgebung – Bürgeridentität durch Rechtsgemeinschaft
Das maßgebliche Mittel Solons, um seinen ausgreifenden gesellschaftspolitischen Reformansatz zur Geltung zu bringen und auf eine dauerhafte Grundlage zu stellen, war die schriftliche Fixierung der Neuregelungen in Gesetzesform. In einem noch weitgehend durch mündliche Kommunikation geprägten Polisalltag versprach der Schriftgebrauch erhöhte Wirkungskraft. Das Normengefüge der Gemeinschaft wurde nunmehr unabhängig von Situation und Anwendern zu einer zentralen staatlichen Institution.
Die schriftliche Sicherung des Gesetzeswerks wurde auf Holztafeln (Axones) vorgenommen, die ein Ensemble mit vier im rechten Winkel miteinander verbundenen beschrifteten Außenseiten bildeten und in der Art heutiger Postkartenständer drehbar an Pflöcken befestigt waren. Die Geltungsdauer der Gesetze war ursprünglich auf 100 Jahre angelegt; die meisten von ihnen blieben aber noch bis zum Ende des 5. Jahrhunderts in Kraft. Und selbst nach ihrer Ersetzung wurden sie noch bis mindestens zum Ende des 3. Jahrhunderts v. Chr. im Athener Prytaneion aufbewahrt.
Auf dem ersten solonischen Axon stand ein wohl als flankierende Maßnahme zur Seisachtheia anzusehendes Ausfuhrverbot für Nahrungsmittel mit Ausnahme des Olivenöls. Vielleicht sollte damit die ausreichende Versorgung der ärmeren Bevölkerung in der kritischen Übergangsphase nach ihrer Befreiung aus wirtschaftlicher und persönlicher Abhängigkeit gesichert werden. In diesen Kontext gehört für Welwei auch die Einschränkung des athenischen Bürgerrechts für Zuwanderer. Denn nur Bürger waren zum Grunderwerb berechtigt; indem Solon das vorhandene Land weitgehend für „Altbürger“ reservierte, mochten aus seiner Sicht die Chancen für eine funktionierende Polisgemeinschaft und für ein stabiles Gemeinwesen steigen.
Die Solidarität der Gemeinschaft stand laut Welwei im Zentrum der solonischen Rechtsordnung. Denn die Lebensverhältnisse in der archaischen Polis bedingten vielfältige wechselseitige Hilfeleistungen. Die von Solon eingeführte Popularklage eröffnete diesbezüglich eine zusätzliche Dimension, indem es nun auch rechtlich möglich wurde, einem Mitbürger, dem von anderer Seite Unrecht geschah, durch eine Klage Beistand zu leisten. Nicht nur Diebstahl und Raub, sondern auch der Schutz Schwacher und Unmündiger bei Veruntreuung seitens ihrer Rechtsvertreter oder bei Vermögensverschwendung etwa durch Müßiggang konnten Gegenstand der Popularklage sein.
Die weit ausladende solonische Gesetzgebung, auf die alle Athener den Eid zu leisten hatten, wie Herodot bezeugt, schuf die Voraussetzungen für einen Bewusstseinswandel. Die geheiligten Gestalten von Dike und Eunomia blieben als moralische Bezugsgrößen der Rechtsordnung zwar erhalten; ausschlaggebend für die Unterscheidung von Recht und Unrecht war aber nun nicht mehr die individuelle Abwägung, sondern die in Gesetzen schriftlich vorliegende Rechtsordnung und die durch sie gefestigte Rechtsgemeinschaft.

### Einkommensabhängige politische Teilhabe – die solonische Timokratie

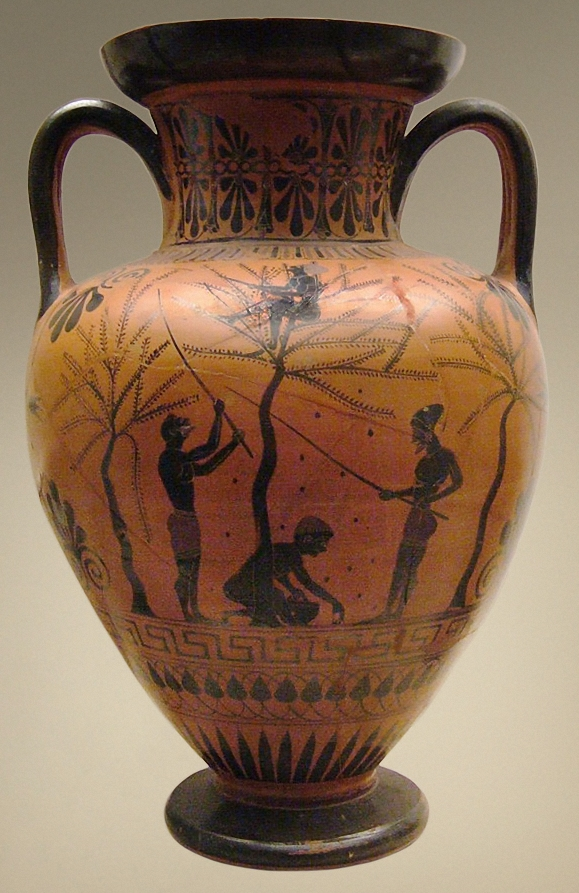
Olivenernte als Motiv auf einer schwarzfigurigen attischen Amphore (British Museum).

Die Polisgemeinschaft auf neuer Grundlage wieder zusammenzuführen, war Solons vorrangiges Ziel. Um Gleichstellung der Bürger ging es ihm aber weder bei Landbesitz- und Vermögensverteilung noch bei den politischen Macht- und Einflussmöglichkeiten. Vielmehr achtete er bei der Ausgestaltung des Institutionengefüges darauf, dass zwar einerseits alle Bürger zu nachhaltiger Beteiligung angeregt wurden, dass ihre Partizipationsrechte aber mit der sozialen Stellung und dem Einkommen übereinstimmten.
Nach teils umstrittener antiker Überlieferung gehörte es zu den Vorgaben Solons, dass jeder Athener die Höhe seines jährlichen Einkommens anzugeben verpflichtet war. Als Bemessungsgrundlage dienten Trockenmaße bzw. Hohlmaße, so eine bestimmte Scheffelgröße (Medimnos, ca. 52,8 Liter) für Getreide und bestimmte Gefäßgrößen für Olivenöl und Wein. Bei der Klassenzuordnung der Bürger nach dem Prinzip der Timokratie könnten jedoch eher grobe Richtwerte gegolten haben, denn für die Stellung im Polisverband war schon vor Solon insbesondere die Fähigkeit zu militärischer Selbstausrüstung als Hoplit oder Reiter bedeutsam. Während die einkommensarmen Bürger, die sich keine Hoplitenrüstung leisten konnten, zur Klasse der Theten zählten, bildeten die in der Phalanx kämpfenden Hopliten die Klasse der Zeugiten (ab ca. 200 Scheffel Jahreseinkommen). Wer ein Pferd zu halten und für den Kampf zu rüsten in der Lage war, gehörte in die Klasse der Hippeis (ab ca. 300 Scheffel). Wem ein noch höheres Einkommen zur Verfügung stand, der genoss die speziellen Vorrechte der eigens so bezeichneten Fünfhundertscheffler (Pentakosiomedimnoi).
Mit der timokratischen Klassifizierung verbunden waren abgestufte politische Rechte der Mitwirkung und der Machtausübung in Ämtern. So konnten nur Fünfhundertscheffler Schatzmeister (Tamiai) werden (denn an ihrem Vermögen konnte sich die Polis im Ernstfall schadlos halten); und auch andere wichtige Ämter wie das Archontat blieben den beiden oberen Vermögensklassen vorbehalten. Sollte Solon als neue Institution und Gegengewicht gegen den früheren Archonten vorbehaltenen Areopag einen Rat der 400 geschaffen haben, so dürfte auch dieser auf Erweiterung der Partizipationsmöglichkeiten im Rahmen des solonischen Klassenschemas gezielt haben. Weder Zuständigkeiten eines solchen Rates der 400 noch die Zugangsberechtigten zu ihm sind jedoch auf plausible Weise überliefert. Die aus dem 4. Jahrhundert v. Chr. stammende Darstellung in der Athenaion politeia hat in der Forschung vielerlei Fragen und Zweifel aufgeworfen. Institutionalisierte politische Mitbestimmung für die beiden unteren Vermögensklassen gab es wohl vor allem in der Volksversammlung (Ekklesia) und in den mit ihr eng verbundenen Volksgerichten (Heliaia). Hier waren alle Vollbürger als Stimmberechtigte zugelassen und urteilten entweder erstinstanzlich oder als Berufungsinstanz gegen Entscheidungen von Amtsinhabern.
Philipp V. Stanley kommt am Ende seiner Untersuchung wirtschaftlicher Aspekte der solonischen Reformen zu dem Ergebnis, dass die Polisgemeinschaft dadurch einen Wohlstandszuwachs und eine Ressourcenmobilisierung auch außerhalb des Agrarsektors erfahren hat. Nicht auf den angehäuften Reichtum sei es nun in erster Linie angekommen, sondern auf ertragreiche, das Einkommen erhöhende wirtschaftliche Betätigung aller Art. Die politische Stellung der Bürger sei fortan nicht mehr so sehr vom vorhandenen Besitz bestimmt gewesen, sondern vom jährlichen Erwerbseinkommen, das über Auf- und Abstieg innerhalb der solonischen Timokratie entschied. Das von Herodot als noch zu seiner Zeit gültig bezeugte Gesetz gegen Untätigkeit und Müßiggang unterstreicht Solons Bestreben, die Athener Bürgerschaft vielfältig zu aktivieren.

## Weiser im alten Griechenland
Als Reformer und Gesetzgeber gelang es Solon mit einer politischen Neuordnung, den drohenden Bürgerkrieg in Athen abzuwenden. Großer Dank war ihm dafür anscheinend vorerst nicht beschieden; denn er bilanzierte die ihm entgegengebrachten Reaktionen wie folgt:

„Hohles dachten sie sich damals, jetzt jedoch über mich erbittert / schauen sie mich alle schief an, wie man einen Feind anschaut. / Nicht zu Recht! Denn was ich gesagt, habe ich mit den Göttern vollendet, / weiteres aber tat ich nicht – es wäre aussichtslos gewesen – und es gefällt mir nicht mit der Alleinherrschaft / Machtgewalt etwas zu tun, auch nicht daß am fetten Lande, / dem Vaterland, mit den Schlechten die Edlen gleichen Anteil haben.“

Solons Interesse und Wirkungskreis erstreckte sich aber nicht nur auf die eigene Polis. Nicht lange nach Vollendung des Reformwerks entwickelte er den Quellen zufolge eine auf zehn Jahre angelegte, ausgedehnte Reisetätigkeit und begegnete dabei anderen namhaften Zeitgenossen. Im vierten Jahrhundert v. Chr. festigte sich unter den Griechen die Vorstellung von einem Kreis der Sieben Weisen aus früherer Zeit, in dem Solon einen festen Platz hatte und bei Platon sogar als „Weisester der Sieben“ erschien.

### Gesetzesherrschaft statt Tyrannis
Wichtige Anteile an der Solon zugesprochenen Weisheit ergeben sich aus seinem politischen Denken und Handeln. Sein Leitwert Eunomie zielte auf die Eigen- und Mitverantwortung aller Bürger für Wohlergehen der Polisgemeinschaft. Eine Alleinherrschaft in Form der Tyrannis, die Macht und Verantwortung bei einem Einzelnen konzentrierte, lehnte er nicht nur mit Blick auf andere, sondern auch für sich selbst ab. Dabei hätte er die Gelegenheit nur beim Schopfe packen müssen, wie er nicht ohne Ironie bemerkte:
„Von Natur ist Solon kein verständiger und ratschlußstarker Mann; / denn obgleich ein Gott Herrliches anbot, nahm er es nicht an; / Er warf’s aus und zog – die Beute bestaunend – das große/ Netz nicht zu, um Mut und gleich auch um den Verstand gebracht.“
Von der Außen- zur Eigenperspektive wechselnd, erläutert Solon seine Abwägung: Zwar hätte ihm Alleinherrschaft unermesslichen Reichtum verschaffen können; dann aber hätte er sich und mit sich auch seine Ahnen und Nachfahren der Ächtung durch die Athener ausgesetzt.
Nicht schicksalhafte Notwendigkeit oder göttliche Kräfte bereiten nach Solon den Boden für Knechtschaft und Tyrannengewalt, sondern Naivität, verzerrte Wirklichkeitswahrnehmung und die leichte Verführbarkeit von Bürgern, die nur auf den persönlichen Vorteil bedacht sind:

„Wenn ihr fortwährend Jammervolles leidet durch eure eigene Schlechtheit, / so schiebt nicht den Göttern dieser Dinge Schickung zu! / Denn selbst habt ihr diese Leute ermächtigt, Schutzwehr gebend, / und deshalb bekamt ihr schlimme Knechtschaft. / Von euch schreitet zwar ein jeder für sich in des Fuchses Spuren, / doch euch allen zusammen wohnt inne löchrige Einsicht. / Denn auf den Zungenschlag seht ihr und auf die Worte eines schmeichelnden Mannes, / auf das aber, was da wirklich geschieht, darauf blickt ihr mitnichten.“

Außer Raffgier und Selbstsucht kritisiert Solon an seinen Mitbürgern auch die Kurzsichtigkeit ihres Tuns und Lassens. Demgegenüber unterstreicht er in einem der von seiner Dichtung überlieferten Fragmente deutlich den gegenteiligen Ansatz, nämlich sich bekannte Gefahren vor Augen zu führen und ihnen durch entsprechendes Handeln wirksam vorzubeugen:

„Aus der Wolke kommt des Schnees Gewalt und des Hagels, / Donner wird aus dem flammenden Blitz; / durch mächtige Männer geht die Stadt zugrunde, und in des Alleinherrschers / Knechtschaft stürzt ja das Volk durch Unkenntnis. / Wen man allzu weit emporhebt, den kann man nicht leicht bändigen / später, sondern jetzt muß man alles <klug> (?) bedenken.“

Auch das eigene Interesse reflektierte und kalkulierte Solon in der Langzeitperspektive:

„Wenn ich das Land geschont, / das Vaterland, und Alleinherrschaft und Machtgewalt, die unerbittliche, / nicht angerührt und so meinen Namen nicht besudelt noch geschändet habe, / schäme ich mich keineswegs. Denn so werde ich eher – glaube ich – den Sieg davontragen / über alle Menschen.“

### Auf Reisen
Zum Bild des Weisen gehörte in der antiken Tradition das Reisen. Als Reisender erscheint Solon bei Herodot und Plutarch vor allem im Anschluss an sein Reformwerk, das die Athener nun ohne ihn als Bürgergemeinschaft anwenden und mit Leben erfüllen sollten. Seine Reiseaktivitäten führten ihn unter anderem nach Ägypten, wo er aber vielleicht nicht zum ersten Mal weilte, wie Herodot nahelegt. Er weist auf ein Gesetz des Pharaos Amasis hin, das Solon übernommen haben soll: „Amasis gab den Ägyptern auch folgendes Gesetz: Jeder Ägypter muß jedes Jahr dem Verwalter des Gaues angeben, wovon er lebt, und wer das nicht tut und keine rechtmäßigen Einkünfte nachweist, wird mit dem Tod bestraft. Solon aus Athen hat dieses Gesetz von den Ägyptern übernommen und in Athen eingeführt.“
Laut Plutarch traf Solon nach einem Besuch bei Amasis mit zwei besonders angesehenen Priestern bei Kanopus im Bereich der westlichen Nilmündung zusammen und lernte dort im philosophischen Umgang mit ihnen den Mythos von Atlantis kennen. An dessen Verbreitung beteiligte er sich dann mit einer Elegie selbst, wie Platon festhielt.
Als bedeutsam geschildert wird auch Solons Aufenthalt auf Zypern, wo er König Philokypros bei einer Stadtanlage beriet, die sich sodann als besonders attraktiv erwiesen haben soll. Nach Solon benannte sie der dankbare König Soloi. Der so Geehrte revanchierte sich in einer Elegie mit Glückwünschen: „Mögst du mit deinem Geschlecht, lang über die Solier herrschend, wohnen in dieser Stadt, welche die eurige ist. Doch mich geleite auf eilendem Schiff vom ruhmreichen Eiland ungefährdet hinweg Kypris, mit Veilchen bekränzt. Möge sie Dank für die Gründung der Stadt und Ruhm mir bescheren, Heimkehr auch in das Land, welches das unsere ist.“

### Lehrmeister des Krösus?

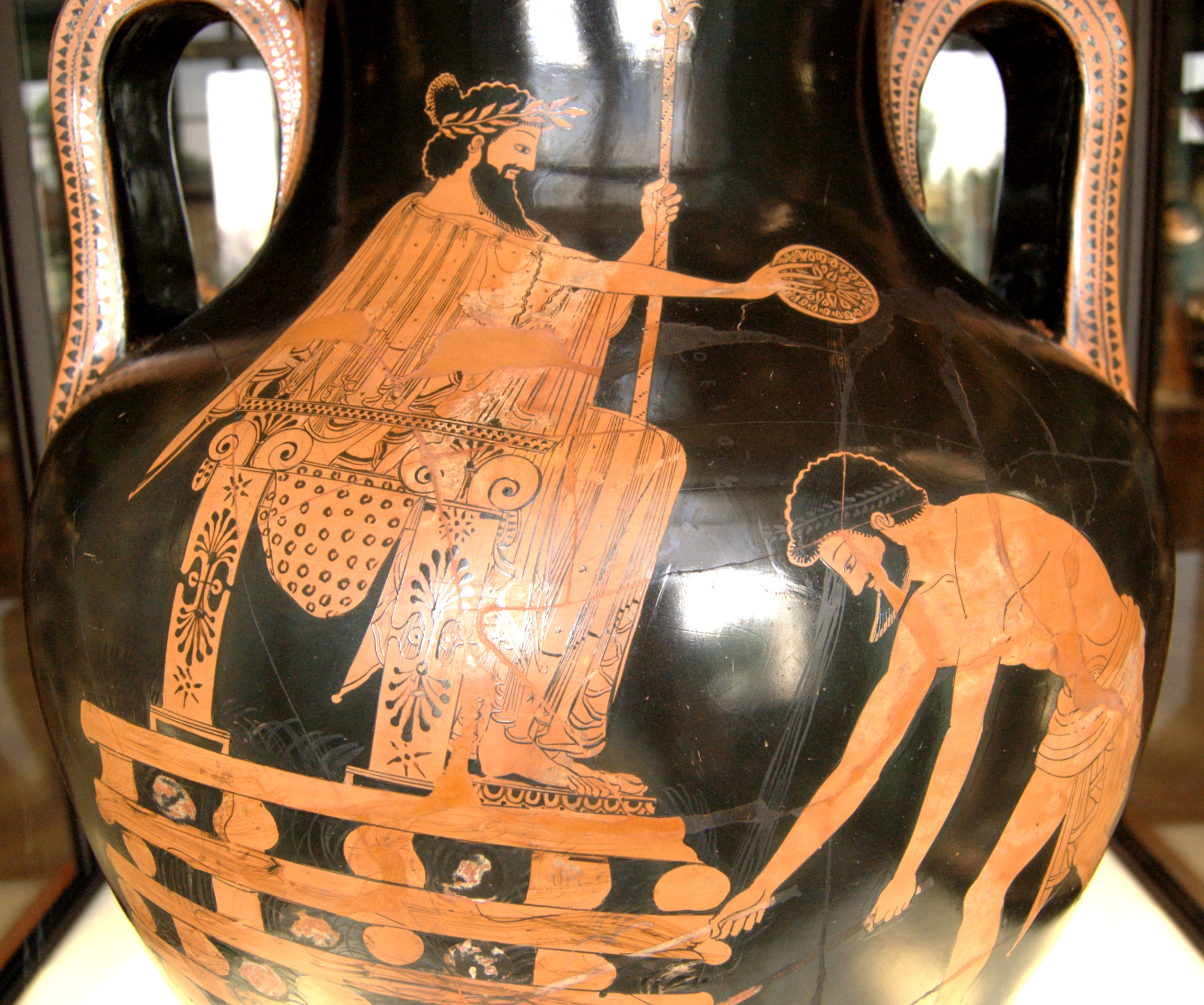
Krösus auf dem Scheiterhaufen (rotfigurige attische Amphore (500–490 v. Chr.), Louvre G 197)

In den Quellen besonders eingehend dargestellt wird Solons Erscheinung als Weiser in der Begegnung mit dem lydischen König Kroisos in Sardes. Ob dieses Ereignis überhaupt stattgefunden hat, war aber bereits in der Antike recht zweifelhaft. Plutarch erklärt sein Festhalten daran und die ausgiebige eigene Schilderung dieses Zusammentreffens mit seiner Weigerung, „eine so berühmte, von so vielen Zeugen berichtete Geschichte, die, was noch wichtiger ist, dem Charakter Solons entspricht und seiner hohen Gesinnung und Weisheit würdig ist, preiszugeben einigen sogenannten chronologischen Tabellen zuliebe, an denen unzählige herumbessern und doch bis heute zu keiner allgemeinen Lösung der Widersprüche gelangen können“. Der Abgleich von Solons Reisedaten und Lebensstationen mit der Regierungszeit des Krösus lässt laut Chambers aber auch aus heutiger Sicht für eine Zusammenkunft nur wenig Raum: „chronologisch schwierig, doch nicht ganz unmöglich“.
Den Schilderungen Herodots und Plutarchs nach wurde Solon in Sardes gastlich aufgenommen und mit dem Glanz des Hoflebens und der Fülle der Palastschätze gründlich vertraut gemacht. Nach vier Tagen habe Krösus die Frage gestellt, wen er, Solon, der schon so weit herumgekommen sei und dem der Ruf besonderer Weisheit vorauseile, für den Glücklichseligsten unter den Menschen halte. Zur Enttäuschung seines Gastgebers nannte Solon an erster Stelle den Athener Tellos und auf weiteres Befragen an zweiter Stelle das argivische Brüderpaar Kleobis und Biton. Dem Tellos wie auch dem Brüderpaar bescheinigte Solon zur Begründung, dass sie nicht nur beispielhaft rechtschaffen gelebt, sondern auch in allen Ehren den Tod gefunden hatten. Ungläubigkeit und Zorn habe es bei Krösus hervorgerufen, dass so einfache Bürger ihm an Glück voraus sein sollten, heißt es in der Überlieferung. Solon habe ihn mit der Erklärung zu besänftigen gesucht, dass niemand bereits vor seinem Ende als glückselig angesehen werden könne, sondern erst, wenn er sein Leben in Wohlgefallen beschlossen habe.
Krösus bekam angesichts seines weiteren Schicksals Anlass, sich Solons zu erinnern. Erst verlor er durch den Tod des Sohnes Atys den Thronfolger; danach verspielte er im Krieg gegen den Perserkönig Kyros II. sein Königreich. Von diesem auf den Scheiterhaufen gebracht, soll er Solons Namen mehrfach ausgerufen, dadurch des Kyros’ Neugier geweckt haben und schließlich verschont worden sein. Plutarch beschließt seine diesbezügliche Darstellung mit dem Hinweis, Solon habe also den Ruhm, mit seinem Auftreten gegenüber Krösus sowohl diesem das Leben gerettet zu haben als auch einen weiteren König, den Kyros, weiser gemacht zu haben.

## Lebensende
Nach Athen zurückgekehrt, versuchte Solon vergeblich den wieder aufgebrochenen Zerwürfnissen in der Stadt entgegenzuwirken und der sich anbahnenden Peisistratiden-Tyrannis Widerstand zu leisten. Von Legendenbildung zweifelhaft überformt erscheint Plutarchs Schilderung, wonach Solon sich auf den Markt begab, um die Mitbürger in eindringlicher Rede noch einmal zur Verteidigung der Freiheit des Gemeinwesens aufzurufen. Angesichts ausbleibender Resonanz sei er sodann nach Hause gegangen und habe seine Waffen vor die Tür auf die Straße gelegt mit dem Bekunden, Polis und Gesetze nun gemäß seinen Kräften verteidigt zu haben. Den Rest des Lebens habe er in Zurückgezogenheit und Ruhe verbracht und sei für Peisistratos, der ihm allen Respekt erwiesen und die solonische Gesetzgebung großteils habe fortbestehen lassen, sogar noch zum Ratgeber geworden.
Solon starb 560 v. Chr. oder bald danach. Dass seine Gebeine nach Salamis gebracht und dort verbrannt wurden, die Asche aber auf der ganzen Insel verstreut wurde, bezeichnet Plutarch selbst als abgeschmackte Fabel.

## Lebendige Nachwirkung
In seinen Rollen als exemplarischer Weiser, Versöhner und Gesetzgeber der Polisgemeinschaft hat Solon einen über Platon, Aristoteles und Cicero bis in die Gegenwart sich erstreckenden Nachruhm erhalten. Authentisches und Legendäres sind dabei zu einer komplexen und von der Forschung allenfalls mühsam auszudifferenzierenden Einheit verschmolzen. Unsicherheiten bei der Bestimmung der tatsächlichen historischen Verortung Solons sind vor allem darin begründet, dass die Autoren der literarischen Hauptquellen zu Solon, nämlich Herodot, Aristoteles und Plutarch, erst im Abstand von über einem bis zu sieben Jahrhunderten nach Solons Tod über ihn und sein Werk berichtet haben.
Waren für die Antike vorwiegend Solons in Aussprüchen festgehaltene Qualitäten als Weiser bedeutsam, so beschäftigt die moderne Forschung eher Solons Agieren als Staats- und Gesellschaftsreformer sowie speziell seine Bedeutung für den Entstehungsprozess der attischen Demokratie. In einer der jüngsten Untersuchungen – über Solon, „den Denker“ – werden zwei Präsidenten der Vereinigten Staaten zitiert: James Madison als Bewunderer des „unsterblichen Gesetzgebers“ Solon, Woodrow Wilson mit seiner Einschätzung, Solon habe Athen eine festgefügte und eindeutige Verfassung gegeben.

### Solonische Sentenzen
Die nachstehende Sammlung Solonischer Spruchweisheiten teilt die Unsicherheiten, die aus der Quellenlage insgesamt resultieren. Auch die erhaltenen Fragmente der Elegien Solons, die wortwörtlicher Überlieferung zu entstammen scheinen, sind erst in Aufzeichnungen aus späteren Jahrhunderten nachweisbar. Einige sind den überlieferten Fragmenten seiner Dichtung zu entnehmen, andere einer Zusammenstellung des Demetrios von Phaleron:
- Allen gefallen ist schwer, geht es um wichtige Tat. ἔργμασι (γάρ) ἐν μεγάλοις πᾶσιν ἁδεῖν χαλεπόν
- In der Tat, bei allen Werken ist Gefahr im Spiel, und niemand weiß, / wo er am Ende landen wird, wenn die Sache beginnt; πᾶσι δὲ τοι κίνδυνος ἐπ᾿ ἔργμασιν, οὐδὲ τις οἶδεν / πῆι μέλλει σχήσειν χρήματος ἀρχομένου·
- Nichts im Übermaß. Μηδὲν ἄγαν.[67]
- Sitze nicht zu Gericht, sonst wirst du dem Verurteilten ein Feind sein. Κριτὴς μὴ κάθησο· εἰ δὲ μή, τῷ ληφθέντι ἐχθρὸς ἔσῃ.
- Fliehe die Lust, die Unlust gebiert. Ἠδονὴν φεῦγε, ἥτις λύπην τίκτει.
- Wahre deine Anständigkeit treuer als deinen Eid. Φύλασσε τρόπου καλοκαγαθίαν ὅρκου πιστοτέραν.
- Siegle deine Worte mit Schweigen, dein Schweigen mit dem rechten Augenblick. Σφραγίζου τοὺς μὲν λόγους σιγῇ, τὴν δὲ σιγὴν καιρῷ.
- Lüge nicht, sondern sprich die Wahrheit. Μὴ ψεύδου, ἀλλ᾿ ἀλήθευε.
- Um Ernstes bemüh dich. Τὰ σπουδαῖα μελέτα.
- Hab nicht mehr Recht als deine Eltern. Τῶν γονέων μὴ λέγε δικαιότερα.
- Freunde erwirb nicht rasch; die du aber hast, verwirf nicht rasch. Φίλους μὴ ταχὺ κτῶ, οὓς δ᾿ ἂν κτήσῃ, μὴ ταχὺ ἀποδοκίμαζε.
- Lerne beherrscht zu werden, und du wirst zu herrschen wissen. Ἄρχεσθαι μαθών, ἄρχειν ἐπιστήσῃ.
- Wenn du von anderen Rechenschaft forderst, gib sie auch selbst. Εὐθύνας ἑτέρους ἀξιῶν διδόναι, καὶ αὐτὸς ὕπεχε.
- Rate nicht das Angenehmste, sondern das Beste den Bürgern. Συμβούλευε μὴ τὰ ἥδιστα, ἀλλὰ τὰ βέλτιστα.
- Meide schlechte Gesellschaft. Μὴ κακοῖς ὁμίλει.
- Den Deinen sei milde. Φίλους εὐσέβει.[68]
- Solon sagte, die Gesetze glichen den Spinnennetzen; wie jene hielten sie die Kleinen und Schwachen gefangen, die Größeren aber könnten sie zerreißen und freikommen. Ἔλεγεν (scil. ὁ Σόλων) τοὺς δὲ νόμους τοῖς ἀραχνίοις ὁμοίους· καὶ γὰρ ἐκεῖνα, ἐὰν μὲν ἐμπέσῃ τι κοῦφον καὶ ἀσθενές, στέγειν· ἐὰν δὲ μεῖζον, διακόψαν οῖχεσθαι.[69]
- Ich werde alt und lerne doch immer noch vieles dazu. Γηράσκω δ᾿ αἰεὶ πολλὰ διδασκόμενος.

### Legendärer Demokratiegründer
In der Darstellung der Verfassungsentwicklung des antiken Athen, enthalten in der Aristoteles zugeschriebenen Athenaion politeia, wird die solonische Ordnung als Anfang der Demokratie bezeichnet. Mit dem Hinweis auf die nachfolgende, noch demokratischere kleisthenische Ordnung und auf die von Ephialtes eingeführte radikale Demokratie unterscheidet Aristoteles insgesamt drei verschiedene Demokratiestadien oder -typen bei der Entwicklung der attischen Polis. In der neueren Forschung wird Solons Benennung als Demokratiegründer mit Blick auf die sozialhierarchisch-timokratisch gestuften politischen Mitwirkungsrechte bzw. -beschränkungen oft nicht akzeptiert. Dass sein Wirken wichtige Voraussetzungen für die künftige Entwicklung der attischen Polis geschaffen hat, ist andererseits nahezu unbestritten.
Die Ausgangslage vor Solons Reformen war durch eine innere Schwäche der Polis und ihres adligen Führungspersonals gekennzeichnet. Dadurch wurde dem Gedanken der eigenen Mitverantwortung und den Forderungen nach institutionalisierter eigener Mitsprache Vorschub geleistet, was auf lange Sicht in die Herrschaft des Demos mündete. Die solonische Ordnung überdauerte in ihren Grundzügen auch die Tyrannis: „Peisistratos und seine Söhne standen einem Personenverband gegenüber, der bereits seine politische Seinsform als Polisgemeinschaft gefunden und durch die solonische Gesetzgebung in seiner sozialen und institutionellen Ordnung starken Halt gewonnen hatte.“

#### Die Verfassungsfrage
Legt man Ausmaß und politische Wirkungen des solonischen Reformwerks zugrunde, so liegen die Begriffe Verfassung und Verfassungsgeber nahe, die auch tatsächlich häufiger dafür gebraucht werden. Gleichwohl ist Politeia im Sinne von Verfassung für die solonische Zeit ein anachronistischer Begriff; erst um 430 v. Chr. ist Politeia (ursprünglich: Bürgerschaft) im Sinne von politischer Ordnung bzw. Verfassung sicher bezeugt. Darin kommt auch die Korrelation von Bürgerrecht, Bürgerschaft und Polisordnung zum Ausdruck. Als Politeia konnten nun auch die institutionellen Regelungen für das Gemeinwesen in ihrer Gesamtheit gelten. Die solonische Eunomie hingegen stand vornehmlich für das Bewährte und Gültige, für Richtiges und Verpflichtendes im Zusammenleben der Menschen.
Doch als Vorbild eines weisen Gesetzgebers blieb Solon auch in späteren Jahrhunderten eine unbestrittene Autorität. Die alleinige Rechtsquelle waren fortan Gesetze. Die Rechtsprechung war daran gebunden und schuf bei der praktischen Ausübung kein neues Recht, wie auch die Klageformen unverändert überdauerten. „So bestimmten Prinzipien, die aus den Ordnungs- und Rechtsvorstellungen der archaischen Zeit zu erklären sind, noch in klassischer Zeit das Anklage- und Klagerecht und die diesbezüglichen Prozeßformen.“

#### Zuschreibungen in der Antike
Anders als Herodot, der Solon als Gesetzgeber und Weisen würdigt, wird dieser im Geschichtswerk des Thukydides gar nicht erwähnt. In der attischen Komödie des 5. Jahrhunderts v. Chr. ist Solon bzw. ist seine Gesetzgebung öfters vertreten. Kratinos bringt ihn in dem Theaterstück Cheirones auf die Bühne, und zwar als Vertreter einer guten alten Zeit angesichts unerfreulicher Verhältnisse in der entwickelten attischen Demokratie. Aristophanes benennt ihn in Die Wolken als einen „Volksfreund von Natur“. Der Redner Isokrates bezeichnet Solon im 4. Jahrhundert v. Chr. zusammen mit Kleisthenes als den bedeutendsten Schöpfer der attischen Demokratie und bei anderer Gelegenheit als „Beschützer oder Vorsteher des Volkes“. Während Isokrates ihn somit als den Urheber der gemäßigten Demokratie pries, war er für Demosthenes der fatale Initiator der radikalen Demokratie. Sehr deutlich werde daran, so Schubert, dass Solons Name mit ganz unterschiedlichen Wertvorstellungen verbunden werden konnte: Seine Reputation als altehrwürdige Persönlichkeit, berühmter Gesetzgeber und Dichter war so groß, dass er jederzeit für eindrückliche Legitimierungen in Anspruch genommen werden konnte, ohne dass dies auf einen konkreten Inhalt festgelegt war.
Von Aristoteles wird Solon als Mann der Mitte gewürdigt: Gegner sowohl einer elitären Oligarchie als auch der radikalen Demokratie mit Beteiligung der unterklassigen Armen, Abstand haltend also von jenen Extremen, die nach aristotelischer Vorstellung beide der Tyrannis den Boden bereiten. Davon zeigte sich auch Cicero beeindruckt, der Solons gesetzgeberische Tätigkeit öfters erwähnte und sich theoretisch und brieflich mit einzelnen seiner Gesetze befasste. Wie Platon erschien ihm Solon, auf dessen Verse er in seinen philosophischen Schriften gelegentlich Bezug nahm, „als der Weiseste Mann von den Sieben“.

#### Bewertung durch die neuere Forschung
Seitens der neueren althistorischen Forschung wird Solon kaum als Gründer, wohl aber als Vor- und Wegbereiter der entwickelten attischen Demokratie eingeschätzt: „Mit der umfassend gedachten Gestaltungsmacht über die Ordnung der Gemeinde, mit der postulierten Ausgrenzung eines politischen Raumes und mit der Entdeckung der Bürgerschaft als dessen zentraler Größe hat Solon entscheidende Bedingungen der athenischen Polis zum ersten Mal erkannt und zu Bewußtsein gebracht. Von ihrer allmählichen Verwirklichung war die Entwicklung in den Jahrhunderten nach ihm geprägt.“ Die Wegbereiter-Funktion Solons für die klassische demokratische Ära Athens ergibt sich sowohl hinsichtlich der politischen Begriffsbildung als auch im Bereich der Institutionenentwicklung.
Solons Eunomie-Begriff ging der Kleisthenischen Isonomie voraus, die wiederum zur Vorstufe des erst danach sich ausprägenden Demokratie-Begriffs wurde. Die im Nachgang zur Peisistratiden-Tyrannis von Kleisthenes durchgeführten Reformen blieben wie die Solonischen an das aristokratisch-timokratische Gesellschaftsgefüge gebunden, erzeugten aber mit einer institutionalisierten Durchmischung der Bürgerschaft im Rahmen der Phylenreform zusätzliche Anreize für politische Partizipation und eine gemeinsame Bürgeridentität der Athener. Nimmt man das ebenfalls in der Ära nach den Peisistratiden eingeführte Scherbengericht (Ostrakismos) hinzu, das die Verbannung eines politisch besonders ehrgeizigen Mitbürgers für 10 Jahre ermöglichte, wird auch darin das Fortwirken von Solons Eintreten gegen jedwede tyrannische Ambition erkennbar. Insgesamt bewirkte Kleisthenes neuerlich eine Aufwertung des Bürgerbegriffs sowie eine zunehmende Vertrautheit der Bürger untereinander und solidarische Geschlossenheit nach außen. Dies befähigte laut Kurt Raaflaub letztlich die Athener, zur politisch und kulturell führenden Macht Griechenlands zu werden.
Wichtige ökonomische Weichenstellungen für die herausgehobene Stellung Athens in den nachfolgenden Jahrhunderten wurden bereits von Solon mit seinen diesbezüglichen Reformen auf den Weg gebracht, so Phillip V. Stanley in der Zusammenfassung seiner diesbezüglichen Untersuchung. Hinsichtlich Solons politischer Langzeitwirkung resümiert Michael Stahl: „Mit der Erkenntnis vom Primat der Politik sowie von der Bedeutung politischer Ethik und der Funktion der Poliskultur hat Solon die Eckpfeiler des Bürgerstaates aufgerichtet und die Koordinaten festgelegt, innerhalb derer sich die athenische Geschichte im 6. und 5. Jahrhundert bewegen sollte. Die archaische und klassische Geschichte Athens schließen sich unter dieser Perspektive in viel höherem Maße, als man das in jüngerer Zeit zu sehen gewohnt war, zu einer Einheit zusammen.“